# Corona imperiale del Brasile

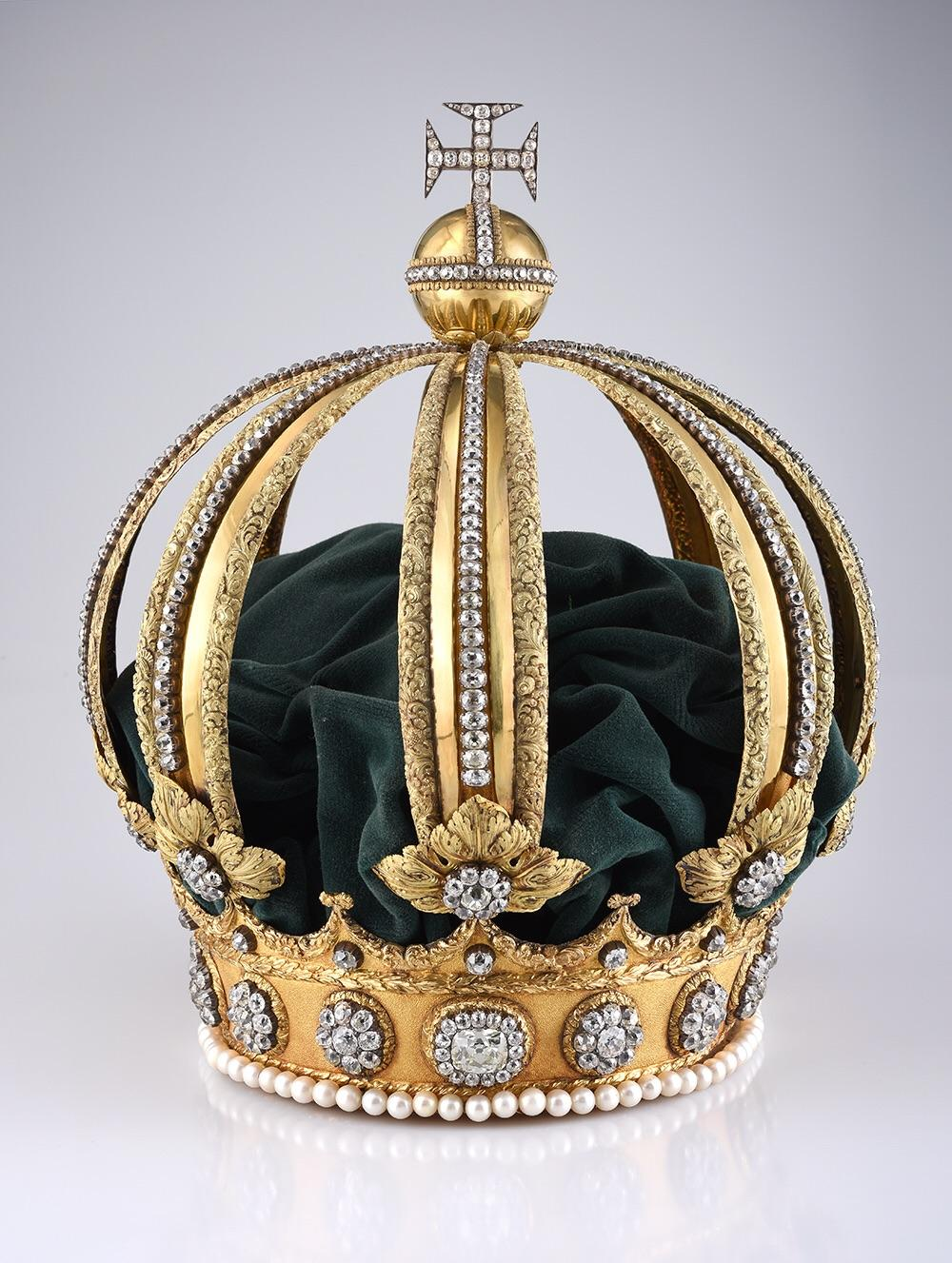
La corona imperiale del Brasile.

La corona imperiale del Brasile, detta anche corona di Pietro II, è stata realizzata per l'imperatore del Brasile Pietro II.
Con la costruzione di questa corona l'uso della precedente, la più semplice corona di Pietro I, venne abbandonato. La forma della corona di Pietro II sostituì anche l'immagine della corona nella bandiera e nello stemma dell'Impero brasiliano, divenendo così ufficialmente la corona di stato.
La corona di Pietro I era molto semplice, essendo stata costruita nel 1822 in modo rapido per l'incoronazione del primo imperatore del Brasile a pochi mesi dalla dichiarazione d'indipendenza del paese.
La corona di Pietro II è stata realizzata dall'orafo Carlos Martino di Rio de Janeiro ed è stata per la prima volta esposta al pubblico l'8 luglio 1841, pochi giorni prima dell'incoronazione del nuovo sovrano, che ebbe luogo il 18 luglio seguente.
La corona è in oro. Dal circolo partono otto archetti che si uniscono, in alto, ad un globo sormontato dalla croce. All'interno della corona c'è un berretto di velluto verde scuro. La corona, che contiene 639 pietre preziose (soprattutto diamanti) e 77 perle, pesa 1.955 grammi, ha un diametro di 20,5 centimetri ed è alta 31 centimetri. È considerata una delle migliori opere di gioielleria brasiliana.
A parte l'incoronazione, era usanza che gli imperatori brasiliani indossassero la corona solo nei giorni di grande festa presso la corte imperiale. Più tardi, Pietro II ridusse ulteriormente l'uso della corona, indossandola solamente due volte l'anno, per l'apertura e per la chiusura del parlamento brasiliano.
Dopo la fine della monarchia, nel 1889, il governo repubblicano prese possesso di tutti gli oggetti imperiali, ma, a differenza di ciò che spesso accadde dopo la soppressione di altre monarchie, in Brasile nulla venne venduto o distrutto. Dal 1943 la corona imperiale del Brasile è esposta al pubblico nel palazzo imperiale di Petrópolis.